# Alboglossiphonia iberica
Alboglossiphonia iberica (лат.) — вид плоских пиявок (Glossiphoniidae).

## Название
Видовой эпитет iberica указывает на место первого обнаружения данного вида — Иберийский (Пиренейский) полуостров.

## Описание
Пиявка небольшого размера: длина тела составляет 10—20 мм, ширина — 3—7 мм. Самый крупный вид Западной Палеарктики в роде Alboglossiphonia. В сжатом состоянии имеют широкоовальную форму тела, при растяжении — удлинённо-овальную. Головной конец округлый, шейная перетяжка отсутствует. Поверхность тела практически гладкая, покрыта лишь очень мелкими сосочками подобно таковой у Alboglossiphonia hyalina. Консистенция тела твёрдая.
Окраска тела однотонная, изменчивая. Основной тон может иметь голубоватый, зеленоватый, коричневатый или бежевый до жёлтого оттенок. В одной популяции могут быть представлены особи разной окраски. Пиявки, опитающие в родниках и родниковых ручьях, преимущественно обладают голубоватой окраской. Покровы полупрозрачны, в связи с чем на просвете при наполнении пищей заметен кишечник. Лишены пигментации головной конец и края тела. Брюшная сторона несколько светлее спинной.
Ротовая присоска овальная, несколько угловатая по бокам, имеет длину около 0,5 и ширину около 0,75 мм. Ротовое отверстие располагается выше центра передней присоски. Задняя присоска имеет круглую форму, крупнее: её диаметр в среднем составляет 1,4 мм (в отдельных случаях достигает 2,1 мм).
На переднем конце тела имеется три пары глаз, глаза передней пары имеют самые маленькие пигментные бокалы и сближены вплоть до слияния. Глаза второй и третьей пар разделены бо́льшим расстоянием, притом с каждой стороны сливаются глаз второй и глаз третьей пары, так что суммарно обычно различимы только 3 глазных пятна. При этом расположение глаз является вариабельным признаком, иногда все глаза явно разделены. Изредка более мелкие глазки присутствуют позади первых трёх пар. Относительно редко глаза отсутствуют вовсе.
Желудок с 7 парами сильно разветвлённых карманов (отростков).
Гермафродиты. Имеются семенной и яйцевой мешки. Мужское и женское половые отверстия (гонопоры) разделены 2 кольцами. В коконе 200—400 яиц. Сперматофоры имеют длину от 0,8 до 1 мм, обычно (в двух третях случаев) обнаруживаются на спинной стороне тела, хотя в трети случаев — на брюшной.

## Образ жизни
Пресноводный вид. Наиболее многочисленна в родниках и родниковых ручьях, также встречается в небольших реках. В стоячих водоёмах не обнаружена. Предпочитает холодные олиготрофные водоёмы, богатые кислородом, преимущественно без растительности или с единичными макрофитами. Встречается на высоте от 100 до 800 м над уровнем моря. Обитают на нижней поверхности камней. В ручьях с наиболее быстрым течением преимущественно скапливаются вблизи берега, в то время как в других водоёмах распределены равномерно и в прибрежной зоне, и посередине течения.
Регулярно встречается в водоёмах совместно с такими видами пиявок, как Trocheta bykowskii, Dina punctata и Erpobdella.
Эктопаразит. Питается жидкостями тела моллюсков: Ancylus и Planorbarius metidjensis (сем. катушки), Physella acuta (сем. физы), Radix cf. balthica и Stagnicola cf. palustris (сем. прудовики) и Boetersiella wolfi (сем. Hydrobiidae).
Размножение, вероятно, приурочено к летним месяцам. Около 11 % особей были обнаружены с яйцами на брюшной стороне тела.

## Распространение
Обитает на юге Пиренейского полуострова (Испания и Португалия), а также в Атласских горах (Марокко).

## Таксономия
Наиболее близким видом из числа тех, для которых имеются молекулярные данные, является Alboglossiphonia quadrata. На основании морфологических и зоогеографических соображений, сближается также с такими видами, как Alboglossiphonia afroalpina, Alboglossiphonia annandalei, Alboglossiphonia buniana, Alboglossiphonia disjuncta, Alboglossiphonia levis, Alboglossiphonia macrorhyncha, Alboglossiphonia namaquaensis и Alboglossiphonia polypompholyx.
Голотип в фиксированном состоянии хранится в музее Natureum Ludwigslust в Людвигслюсте (Германия). Паратипы хранятся в этом же музее, а также Музее естествознания в Берлине (Германия) и частных коллекциях в Германии и Тунисе.